# Пехт, Отто
Отто Пехт (нем. Otto Pächt; 7 сентября 1902, Вена — 17 апреля 1988, там же) — австрийский искусствовед.

## Биография
Отто Пехт изучал искусствоведение в Венском университете у Юлиуса фон Шлоссера, в 1925 году защитил докторскую диссертацию. Вместе с Гансом Зедльмайром заложил основы структурализма в искусствоведении и являлся одним из наиболее ярких представителей так называемой «новой венской школы искусствоведения». В 1936 году эмигрировал в Англию. В Оксфорде занимался каталогизацией рукописей Бодлианской библиотеки и преподавательской деятельностью. В 1960 году Пехт преподавал в Принстоне, Кембридже и Нью-Йорке. В 1963 году был назначен ординарным профессором искусствоведения в Венском университете. Вышел в отставку в 1972 году и занимался каталогизацией иллюминированных рукописей в Австрийской национальной библиотеке.
Пехт специализировался в своих исследованиях и преподавательской деятельности преимущественно на средневековой книжной миниатюре и европейском искусстве XV века. Дружил с Робертом Музилем и Оскаром Кокошкой.

## Публикации
- Methodisches zur kunsthistorischen Praxis, München 1977
- Buchmalerei des Mittelalters, München 1984; 1989
- Van Eyck, München 1989
- Rembrandt, München 1991, 2005